# 克里斯滕森冰川 (鮑威特島)
54°28′S 3°24′E / 54.467°S 3.400°E
克里斯滕森冰川（德語：Christensen-Gletscher），是南極洲的冰川，位於鮑威特島南岸，處於卡托角以東2公里，在1898年由德國探險隊繪入地圖，由挪威的南極領地管轄。